# Вінфілд (Канзас)
Вінфілд (англ. Winfield) — місто (англ. city) в США, в окрузі Ковлі штату Канзас. Населення — 11 777 осіб (2020).

## Географія
Вінфілд розташований за координатами 37°14′34″ пн. ш. 96°58′47″ зх. д. / 37.24278° пн. ш. 96.97972° зх. д. (37.242774, -96.979674).  За даними Бюро перепису населення США в 2010 році місто мало площу 33,50 км², з яких 29,94 км² — суходіл та 3,55 км² — водойми.

## Демографія
Згідно з переписом 2010 року, у місті мешкала 12 301 особа в 4600 домогосподарствах у складі 2848 родин. Густота населення становила 367 осіб/км².  Було 5217 помешкань (156/км²).
Расовий склад населення:
| - 85,7 % — білих - 3,9 % — чорних або афроамериканців - 3,9 % — азіатів - 1,3 % — корінних американців - 1,8 % — осіб інших рас |

До двох чи більше рас належало 3,4 %. Частка іспаномовних становила 6,1 % від усіх жителів.
За віковим діапазоном населення розподілялося таким чином: 23,0 % — особи молодші 18 років, 61,3 % — особи у віці 18—64 років, 15,7 % — особи у віці 65 років та старші. Медіана віку мешканця становила 36,7 року. На 100 осіб жіночої статі у місті припадало 102,8 чоловіків;  на 100 жінок у віці від 18 років та старших — 101,7 чоловіків також старших 18 років.
Середній дохід на одне домашнє господарство  становив 55 265 доларів США (медіана — 41 577), а середній дохід на одну сім'ю — 68 615 доларів (медіана — 55 377). Медіана доходів становила 37 560 доларів для чоловіків та 30 573 долари для жінок. За межею бідності перебувало 17,4 % осіб, у тому числі 18,4 % дітей у віці до 18 років та 8,1 % осіб у віці 65 років та старших.
Цивільне працевлаштоване населення становило 5257 осіб. Основні галузі зайнятості: освіта, охорона здоров'я та соціальна допомога — 31,7 %, виробництво — 20,8 %, роздрібна торгівля — 10,7 %, мистецтво, розваги та відпочинок — 8,0 %.